# Виконавець 977
«Виконавець 977» («შემსრულებელი N977») — радянський художній фільм 1989 року, знятий режисером Отаром Літанішвілі на кіностудії «Грузія-фільм».

## Сюжет
На одній із планет у великому мегаполісі живуть нащадки землян. Вони не мають імен, оскільки вони офіційно зареєстровані під номерами. Вони не знають своїх батьків, бо від народження відчужуються від них. Мешканці міста поділяються на еліту (вершителів) та масу (виконавців). Виконавці — це люди-роботи, одягнені в однаковий прозорий одяг, уніфікований у своїй наготі. Все автоматизовано, їжу замінюють на пігулки. І всі вважають себе щасливими, тому тут найрідкісніша і найвища насолода — поплакати. Усі бажають один одному смутку та сліз. Кожен живе у прозорому боксі, укривається прозорою ковдрою, все відстежується телекамерами. Двічі на тиждень надається «фізеогодина» — злягання чоловіків і жінок, причому партнери акту змінюються за жеребом. Для чоловіків є розвага — стрілянина. Вони полюють один на одного, але через пристебнутий індикатор безпеки ця забава не приносить шкоди. Проте готовність вбивати культивується систематично. Але одного разу проти заведеного порядку виступає перспективний виконавець за № 977. Його жорстоко карають: виганяють із міста в ліс, зробивши здобиччю «мисливців» під час справжнього полювання. Шансів на порятунок ніяких, зате № 977 кілька годин живе вільною людиною.

## У ролях
- Гогі Тодрія — головна роль
- Нугзар Курашвілі — головна роль
- Хатуна Йоселіані — головна роль
- Григол Нацвлішвілі — роль другого плану
- Руслан Мікаберідзе — роль другого плану
- Ека Кутателадзе — роль другого плану
- Гіві Лежава — роль другого плану
- Георгій Саванелі — роль другого плану
- Майя Лоладзе-Літанішвілі — роль другого плану
- Леван Еріставі — роль другого плану
- Ліка Кавжарадзе — роль другого плану
- Вікторія Юриздицька — роль другого плану
- Валентина Виноградова — роль другого плану
- Семен Фурман — епізод

## Знімальна група
- Режисер — Отар Літанішвілі
- Сценаристи — Давид Ахобадзе, Отар Літанішвілі
- Оператор — Сергій Юриздицький
- Композитор — Вахтанг Кахідзе
- Художник — Борис Цхакая